# Chiesa di San Josemaría Escrivá
La chiesa di San Josemaría Escrivá è un luogo di culto cattolico di Roma, situato nel quartiere Ardeatino, in largo Josemaría Escrivá.

## Storia
Essa vide la luce all'indomani della beatificazione di Josemaría Escrivá de Balaguer, fondatore dell'Opus Dei (17 maggio 1992): in quell'occasione il Prelato dell'Opera, Álvaro del Portillo, presentò al Papa alcuni progetti ed idee per la costruzione di una nuova chiesa a Roma, dedicata al nuovo beato. I progetti definitivi dell'edificio sacro furono realizzati dall'architetto Santiago Hernandez. I lavori di costruzione iniziarono nel 1994 (è di quell'anno la posa della prima pietra ad opera del cardinale Camillo Ruini, il 15 maggio) e si conclusero due anni dopo: lo stesso pontefice Giovanni Paolo II consacrò solennemente la nuova chiesa il 10 marzo 1996.
La chiesa è sede parrocchiale, eretta dal cardinale vicario Camillo Ruini il 9 novembre 1992 ed affidata all'Opus Dei.

## Descrizione

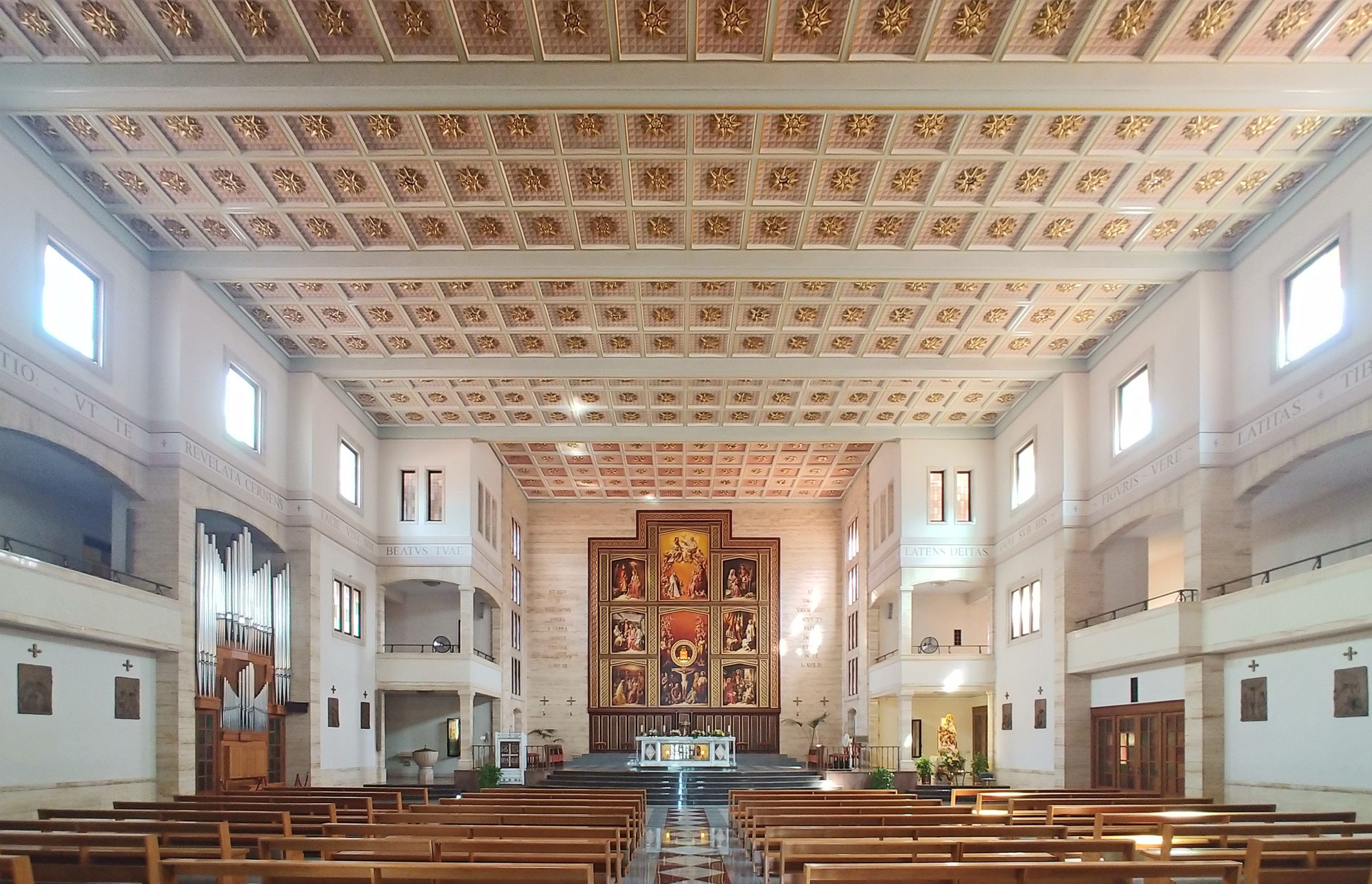
Interno

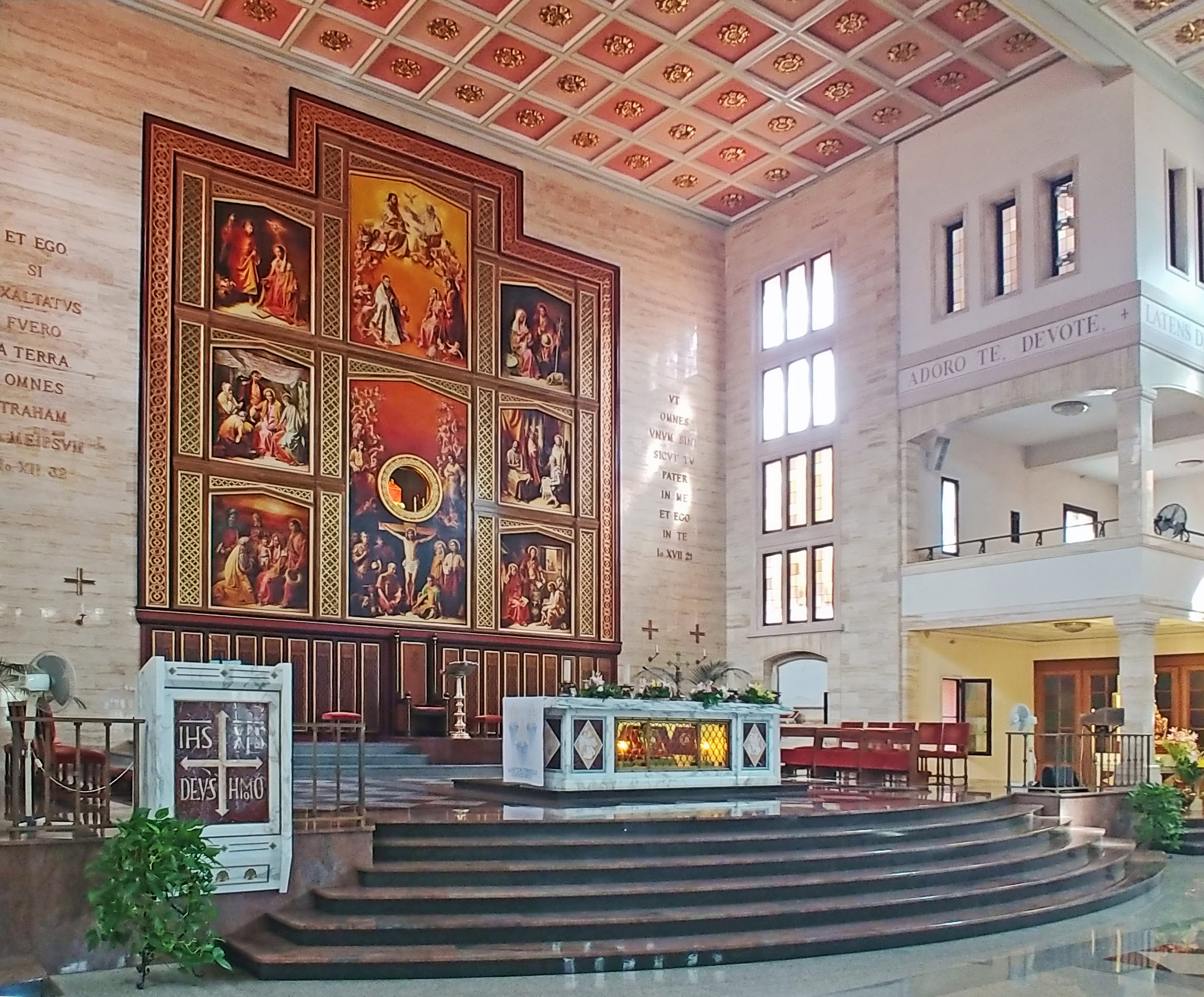
Presbiterio

La chiesa si presenta esternamente completamente rivestita in mattoni a vista e travertino. È preceduta da un ampio sagrato in porfido, circondato da una cancellata e decorato da alberi ed aiuole. La facciata con portico è sormontata da un timpano, al centro del quale è collocata una Sacra famiglia in travertino, opera dello scultore Romano Cosci. Ai lati della porta d'ingresso principale vi sono: la lapide a ricordo della solenne consacrazione; e la prima pietra dell'edificio. La facciata è affiancata da un campanile, su di un lato del quale vi è un'opera scultorea del Cosci raffigurante un Angelo.
All'interno, la chiesa è ad un'unica navata, che converge verso l'altare maggiore e la grande pala che lo sovrasta, al centro del quale è posto il tabernacolo. Il pavimento è in granito e le pareti rivestite in travertino; il soffitto si presenta a cassettoni con pannelli colorati. L'altare maggiore è in marmo; vi sono inseriti i simboli dei quattro evangelisti ed il reliquiario del santo titolare della chiesa.
La grande pala d'altare, opera dello spagnolo Armando Pareja, è composta da otto dipinti su tela incollata su legno. I sei pannelli laterali rappresentano diversi episodi evangelici: l'Annunciazione, la visitazione di Maria a santa Elisabetta, l'adorazione dei Magi, la fuga in Egitto della Santa Famiglia, Gesù tra i dottori del Tempio ed una scena di lavoro nella bottega di Giuseppe. I due dipinti centrali raffigurano: la Trinità in gloria, san Josemaria con la Madonna e san Giuseppe ed angeli; e la Crocifissione. La pala poggia su un'alta base in legno, composta da diciotto pannelli, ove sono inseriti simboli e giaculatorie di contenuto mariano. Al centro della pala è inserito il tabernacolo, una teca dorata, sopra la quale è rappresentata l'Annunciazione.
A sinistra dell'altare maggiore è posto il battistero in travertino, con un dipinto del Pareja raffigurante il Battesimo di Gesù. La navata della chiesa è ancora abbellita da una statua in gesso policromo raffigurante la Madonna del Carmelo, da quattordici pannelli bronzei della Via Crucis del Cosci e da quattro affreschi nella parete di fondo della chiesa. Lungo la parete sinistra della navata si trova l'organo a canne Pinchi opus 408, costruito nel 1996; in corpo unico e a trasmissione integralmente meccanica, dispone di 18 registri su due manuali e pedale per un totale di 1222 canne.
Annessa alla chiesa è la cappella feriale dedicata ai santi Pietro e Paolo, raffigurati da due dipinti ai lati dell'altare. Di notevole effetto decorativo è la piccola abside, che sovrasta l'altare ed il tabernacolo, decorata a mosaico, con la raffigurazione della Incoronazione della Vergine Maria affiancata da santi.